# Vladimir Ružičić
Vladimir Ružičić Kebac (Valjevo, 1978) bubnjar grupe Neverne bebe.

## Biografija
Vladimir Ružičić-Kebac rođen je 2. oktobra 1978. u Valjevu. Već početkom srednje škole (1993) počeo je da svira sa mladim bendovima iz Valjeva inspirisanim kvalitetom i uspehom Nevernih Beba.
..Zajedno sa svojim drugarima vežbao je njihove pesme i snimao sve tadašnje televizijske nastupe. Za to vreme je stekao veliko prijateljstvo sa tadašnjim bubnjarem Goranom Marinkovićem sa kojim je svakodnevno radio na usavršavanju sviranja bubnjeva..
Međutim, najveći preokret u tadašnjoj Kebčevoj karijeri desio se kada je primljen u klasu profesora Miroslava Karlovića, našeg najboljeg pedagoga za udaraljke.
Prijateljstvo sa tadašnjim bubnjarem N.Beba prouzrokovalo je da i pored svojih obaveza bude uz ceo bend kao tehničar za bubnjeve. Tada je lično upoznao sve članove benda i putovao sa njima oko godinu dana. To je bilo 1998. godine kada je bio promovisan drugi album Nevernih Beba. Kasnije je počeo da svira sa bendom koji je bio njihova zamena u najvećem muzičkom kvizu 3K dur. Zahvaljujući tom angažmanu, Kebac dobija pozive od mnogo bendova iz Beograda.
U međuvremenu je postao i studijski muzičar snimajući za poznate instrumentaliste (Bane Jelić) i razne druge izvođače (Igor Tasovac, Ivana Jordan). Tada postaje promoter turskih Bosphorus činela za Srbiju. Krajem 2003. godine prelazi u etno-jazz bend Ognjen i prijatelji, sa kojima snima CD i putuje po Evropi svirajući na raznim festivalima. Nakon toga dobija poziv da sa N.Bebama svira udaraljke na The Best Of turneji.
U isto vreme nastupa i sa najvećom etno grupom Balkanika, sa kojom snima DVD koncert na KalemegdanwKalemegdanu.Već tada postaje sve blizi N.Bebama kao stalni bubnjar.
Od 2005. godine postaje stalni bubnjar benda i počinje da učestvuje u snimanju novog albuma Neverne Bebe V - Iza oblaka.
Kebac je oženjen i ima sina.

## Spoljašnje veze
- Biografija Vladimira Ružičića Kebca na sajtu www.neverne-bebe.com